# Schlacht um Banjarmasin
1. Borneo – Tarakan – Celebes – Balikpapan (See) – Balikpapan (Land) – West-Borneo – Samarinda (Ost-Borneo) – Banjarmasin (Süd-Borneo) – Ambon – Straße von Makassar – Sumatra – Palembang – Badung – Timor – Bali – Riau-Inseln – 1. Javasee – Sundastraße – Java – 2. Javasee – Niederländisch-Neuguinea – Kleine Sundainseln – Molukken – 2. Borneo
Die Schlacht um Banjarmasin fand vom 31. Januar bis zum 10. Februar 1942 im Süden Borneos zwischen Streitkräften der Koninklijk Nederlandsch-Indisch Leger (KNIL) und Truppen des Japanischen Kaiserreichs während des Pazifikkriegs im Zweiten Weltkrieg statt. In der Folge besetzten die Japaner die Stadt bis zu ihrer Kapitulation 1945.

## Vorgeschichte
Banjarmasin (andere Schreibweisen Bandjermasin, oder Bandjarmasin, auch Oelin oder Ulin genannt) hatte 1942 rund 70.000 Einwohner. Seit 1786 gehörte die Stadt zum niederländischen Protektorat Niederländisch-Ostindien im heutigen Süd-Kalimantan. Sie liegt an der Mündung des Barito und Martapura und ist größtenteils auf Stelzen gebaut, da sie oft überflutet wird. Banjarmasin war der Sitz des damaligen niederländischen Gouverneurs von Süd- und Ostborneo, B. J. Haga.
Der Tiefwasserhafen ist von großer wirtschaftlicher Bedeutung, da von hier aus wichtige Güter, wie Kohle und Erdöl ausgeführt werden. Die Erdölraffinerien liegen im direkten Umfeld der Stadt. Dies und das nahe liegende Oelin Flugfeld (heute Selamat Datang di Bandar Udara Internasional Syamsudin Noor) machte Banjarmasin zu einem lohnenswerten strategischen Ziel der japanischen Streitkräfte.

## Japanische Planung
In Übereinstimmung mit dem Befehl der Südarmee vom 20. November 1941 hatte die 16. Armee der Abteilung unter dem Kommando von Sakaguchi Shizuo befohlen, Kendari auf Celebes und Balikpapan zu erobern. Das Datum zur Operation gegen Banjarmasin war bis zum 28. Januar 1942 noch nicht endgültig festgelegt, da in den Plänen bisher nur „um den 10. Februar“ angegeben war. Zudem herrschte Verwirrung darüber ob es besser wäre Makassar und Bali zuvor einzunehmen um Luftangriffe auf Ost-Java ausführen zu können. Da das Oberkommando der Armee noch nicht über den Plan zur Eroberung von Banjarmasin über Land informiert worden war, wurde per Telegramm angefragt, ob es möglich sei, die Stadt über Land oder durch ein Landungsmanöver entlang der Küste zu erobern. Dabei wurde darauf hingewiesen, dass es besser wäre, die Stadt zu erobern, um den Erfolg der nachfolgenden Operationen sicherzustellen, auch wenn die Einnahme Banjarmasins nicht rechtzeitig für die Eroberung von Java käme. Am 25. Januar erließ der Befehlshaber der 16. Armee, Generalleutnant Imamura Hitoshi, nach seiner Rückkehr von der Konferenz in Manila nach Gaoxiong den Befehl, Banjarmasin über Land zu erobern. Anschließend genehmigte am 28. Januar das Oberkommando der Armee den Plan, als es endlich klar war, dass die Südarmee einen Plan zur Eroberung der Stadt über Land hatte. Gleichzeitig war damit klar, dass die Marine keinen Angriff von See führen und die Landung nur von der Armee ausgeführt würde.
Am 26. Januar setzte die 11. Luftflotte neun Trägerflugzeuge und 28 Trägerflugzeuge der 2. Trägerdivision (Flugzeugträger Sōryū und Hiryū) ein, nachdem die Angriffe auf Ambon, Balikpapan und Kendari abgeschlossen waren. Am 28. Januar änderte die Einheit zusammen mit der Einstellung der Operation zur Eroberung von Banjarmasin auf dem Seeweg ihre Einsatzlinien.

## Vorbereitungen der Japaner
Unmittelbar nach der Eroberung von Balikpapan wurde der Sakaguchi-Abteilung befohlen, die Besetzung von Niederländisch-Borneo durch den Einmarsch in die Hauptstadt Banjarmasin abzuschließen.
Noch während der Kämpfe um Balikpapan und auch nach der Besetzung dieser Stadt wurden alle Anstrengungen unternommen, um Informationen von japanischen Bewohnern, Eingeborenen und Kriegsgefangenen zu sammeln. Zudem wurden von der Marine Aufklärungsflüge über das Gebiet durchgeführt.
In Übereinstimmung mit dem ergangenen Befehl erstellte Sakaguchi Shizuo den folgenden Überblick über die Operation zur Einnahme von Banjarmasin:

„Für die Invasionsoperation eingesetzte Kräfte:
146. Infanterieregiment, Kommandant Oberst Yamamoto Kyōhei
Stärke der Landangriffseinheit: ein Infanteriebataillon, eine Artillerie-Batterie und eine Ingenieurkompanie als Kern
Stärke der Seeangriffseinheit: eine Infanteriekompanie, ein Ingenieurzug und ein unabhängiger Ingenieurzug als Kern unter Kapitän Yoshibumi Okamoto.
Überblick über die Operation:
Überlandangriff
Die Einheit soll Balikpapan am Abend des 30. Januar verlassen, am 31. im Morgengrauen in der Nähe von Tanahgrogot an Land gehen und durch die dschungelbedeckten Meratus-Berge in die Ebene von Banjarmasin vordringen, von wo aus die Einheit schnell vorrücken und das Flugfeld bei Martapura erobern soll, sowie das Stadtgebiet von Banjarmasin.
Angriff von See
Die Einheit verlässt Balikpapan am 30. Januar nachts in großen und kleinen motorisierten Landungsbooten. Tagsüber soll sie sich in Buchten entlang der Küste unter dem dichten Wald Deckung suchen, um ihre Bewegungen zu verbergen. Nur nachts soll sie vorausmanövrieren und über Tanahgrogot, Pamukan, Kotabaru und die Straße von Laut an der Küste südöstlich von Martapura landen, um dort das Flugfeld zu erobern.
Auf ihrem Weg wird sie einen Nachtangriff auf Kotabaru auf der Insel Laut durchführen, um militärische Vorräte zu beschaffen und Informationen zu sammeln.“

Weiterhin wurden Einzelheiten zur Zusammenarbeit von Armee und Marine erläutert sowie die Beschaffung und Versorgung mit Treibstoff und Munition für das dann eroberte Flugfeld.
Es wurde beschlossen, dass das Oberkommando nicht direkt an der Operation gegen Banjarmasin teilnehmen, sondern in Balikpapan bleiben und das operative Kommando über die Aktionen gegen restliche feindliche Einheiten in der Region Sanga Sanga übernehmen und sich auf die Invasion von Java vorbereiten würde. Der Angriff auf Banjarmasin sollte von zwei getrennten Landekräften durchgeführt werden, der Landangriffseinheit und der Seeangriffseinheit. Die Landangriffseinheit  sollte am Abend des 30. Januar Balikpapan verlassen, am 31. vor Tagesanbruch in Tanahgrogot landen und sich sofort darauf vorbereiten durch das bergige Dschungelgebiet und dann stetig nach Süden in Richtung Banjarmasin vorzurücken.

## Die Situation der KNIL in Banjarmasin
Der Territorialkommandeur in Banjarmasin, Oberstleutnant Henry T. Halkema, hatte ungefähr fünfhundert Mann der KNIL unter seinem Kommando. Eine Abteilung mit neun Brigaden war in Oelin stationiert, während zehn Brigaden zur Verteidigung des Flugplatzes Kotawaringin, heute West Kotawaringin Airport (eröffnet Ende 2020), eingesetzt wurde. Um die Abteilung in Oelin bilden zu können, war es notwendig gewesen, den in Friedenszeiten besetzten Posten in Puruktjaoe fast vollständig abzuschaffen und die ursprüngliche Besetzung von Kendangan durch etwa 25 Wehrpflichtige zu ersetzen. Banjarmasin war infolge der Bildung der oben genannten Abteilungen auch frei von Berufstruppen. Nur die Besetzung von Tanahgrogot mit 2 Infanteriebrigaden blieb erhalten.
Darüber hinaus gab es am Flughafen von Dajoe, der von geringer Bedeutung war, eine Infanteriebrigade und 25 militarisierte Feldpolizisten. Der Rest der verfügbaren Truppen bestand aus Wehrpflichtigen und einigen Stadt- und Landwachen, nämlich 6 Wehrpflichtbrigaden in Banjarmasin, von denen 2 Brigaden auf 4 Küstenwachen, 1 Kompanie-Stadtwache in Banjarmasin und Landwachen mit jeweils 3 Brigaden in Kendangan, Amoentai und Barabai aufgeteilt waren. Die Ausbildung und Bewaffnung der Stadt- und Landwächter ließ jedoch zu wünschen übrig. Daher war klar, dass diese einem japanischen Angriff nicht lange würden standhalten können.

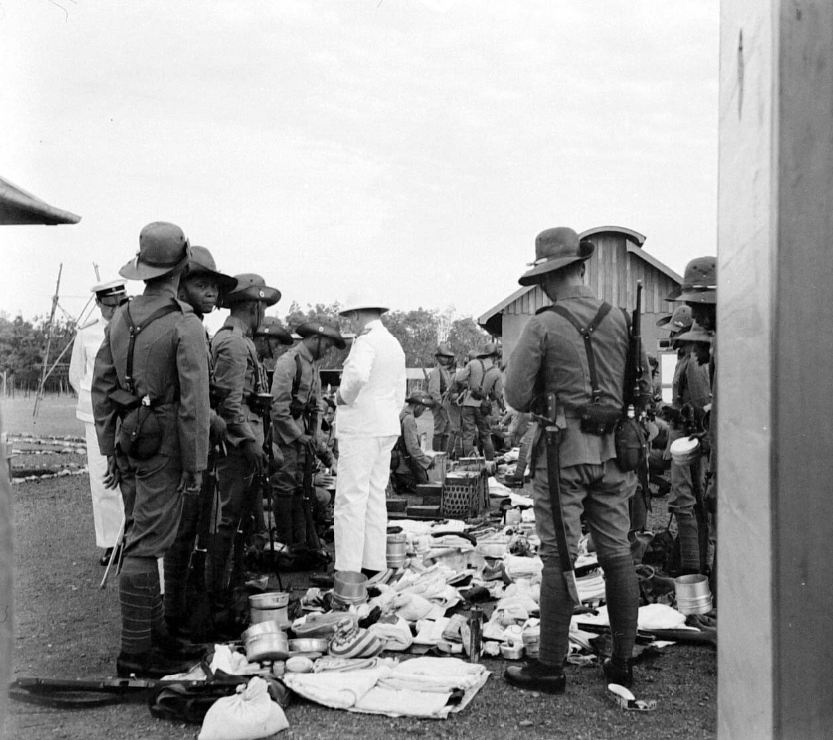
KNIL-Truppen in Tanahgrogot

Halkema hatte den Befehl erhalten, Banjarmasin nicht zu verteidigen, sondern sich zusammen mit dem Gouverneur und den rund 250 Soldaten ins Landesinnere von Borneo zurückzuziehen um von dort aus einen Guerillakrieg zu führen. Die Stadt Moearateweh am Oberlauf des Barito wurde als Basis dieser Guerillaeinheit ausgewählt und auf dem Weg dorthin wurden an drei Orten Vorräte gelagert. Die anderen Beamten blieben zurück und hofften, nach einer Besetzung ihre Arbeit fortsetzen zu können. Sowohl die niederländische Regierung in London als auch das Oberkommando in Niederländisch-Ostindien glaubten, dass die Verwaltung unter den Japanern weiterhin funktionieren würde.
Am 20. Januar 1942 wurden die ersten feindlichen Kampfbomber über den Flugplätzen gesichtet. Angriffe fanden jetzt regelmäßig während des Monats statt, aber es wurde nicht viel Schaden angerichtet. Am 28. Januar, als acht niederländische Bomber, die auf dem Weg nach Samarinda II waren, auf dem Flugplatz in Oelin stationiert waren, wurden sechs Bomber bei einem Angriff zerstört. Nach dem Fall von Balikpapan am 24. Januar nahmen die Spannungen in Süd-Borneo deutlich zu, insbesondere als in den ersten Tagen des Februar 1942 die Nachricht einging, dass die Japaner Tanahgrogot in Besitz genommen hatten und ihr Vormarsch in den Süden begonnen hatte.

## Die Landung der Japaner
Die Sakaguchi-Abteilung verließ Balikpapan auf der Ehime Maru und der Liverpool Maru am 30. Januar, beladen mit Treibstoff und Munition der Marine, in Richtung Banjarmasin. Sie erreichte Tanahgrogot bei Tagesanbruch am 31. Januar und setzten ihren Vormarsch nach Süden fort. Ein Marineoffizier war als Lotse dabei. Sie fuhren nur nachts; Tagsüber ankerten sie das Schiff in Mangrovenwäldern an der Flussmündung und tarnten es. Da sie es vermieden das Funkgerät zu benutzen, wurden Marineflugzeuge geschickt, um sie zu kontaktieren, aber jedes Mal kehrten diese vergeblich zurück, ohne sie zu finden. Die Einheit operierte gemäß den Anweisungen, eroberte am 10. Februar Kotabaru am nördlichen Ende der Insel Laut, rückte weiter vor und ging an der Küste südöstlich von Martapura an Land. Da der Überraschungsangriff der Überlandeinheit den Feind bereits zerstreut hatte, drangen sie kampflos in Martapura ein.
Die Vorhut der Überlandeinheit hatte Balikpapan am Morgen des 31. Januar verlassen und erreichte am selben Tag um 20:00 Uhr die Adangbucht. Tanahgrogot wurde am 1. Februar um 10:30 Uhr eingenommen. Die Haupttruppe verließ am 2. Operationstag, dem 2. Februar, Balikpapan, landete am 3. Februar in Tanahgrogot und begann ihre Überlandoperation.
Da es keine Straßen im Dschungel, geschweige denn Brücken gab, hatten sie ihre angelandeten Kraftfahrzeuge kurz nach der Ankunft verlassen und auch die mitgebrachten Fahrräder blieben zurück. Kurz bevor sie es geschafft hatten durch das dschungelbedeckte Gebirge zu gelangen, stießen sie auf eine Einheit der KNIL, die sich nach Norden bewegte und die der Yamamoto-Einheit noch eine kleine Schlacht abverlangte. Die Yamamoto-Einheit versuchte, die KNIL-Truppe in Richtung Martapura zu verfolgen, aber durch die Kraftanstrengungen im Dschungel schafften sie es nicht. Nur die Vorauskompanie verfolgte sie weiter. Während der Beschaffung von Fahrrädern, Fahrzeugen und Proviant eilte die Einheit vorwärts und am 10. Februar um 09:00 Uhr nahmen die Ingenieureinheit und die Vorauskompanie den Flugplatz Martapura ein.

## Die Reaktion der Niederländer
Der erste Bericht über die Ankunft der Japaner führte dazu, dass zwei KPM-Schiffe nach Banjarmasin geschickt wurden, um Europäer zu evakuieren. Das erste Schiff nahm ungefähr vierhundert Flüchtlingen nach Java auf. Die Anzahl der Flüchtlinge auf dem zweiten ist unbekannt. Halkema befahl die geplanten Zerstörungen auf dem gesamten Weg nach Banjarmasin, also über eine Entfernung von 250 Kilometern, durchzuführen. Es gab eine große Aufregung unter der indigenen Bevölkerung und Gouverneur Haga schlug vor, dass der Generalgouverneur von Niederländisch-Indien Van Starkenborgh Halkema, der seiner Meinung nach vorschnell gehandelt hatte, durch einen anderen Offizier ersetzen sollte.
Am 8. Februar wollte Generalleutnant  Ter Poorten nach Banjarmasin fliegen, wo er hoffte, auf dem zivilen Flugplatz in der Nähe der Stadt landen zu können. Am selben Tag entschied Halkema, dass mit der Zerstörung in Banjarmasin am Abend begonnen werde. Gouverneur Haga segelte an diesem Abend den Barito hinauf nach Muarateweh, und eine Gruppe Europäer folgte ihm.
Nach der Landung der japanischen Überlandeinheit zogen sich Oberleutnant W. Michielsen und seine sechzig Männer aus dem zerstörten Tanahgrogot zurück. Eigentlich war die Evakuierung einheimischer Soldaten aus Tanahgrogot zu dieser Zeit verboten. Nur europäische Familien durften unter eigener Verantwortung gehen. Michielsen hatte daher etwa 20 Kilometer westlich von Tanahgrogot ein Lager aufgeschlagen und dort einen Lebensmittelvorrat gelagert. Während des Rückzugs kam es im Lager zu einer Panik und die Frauen und Kinder folgten den Soldaten und schlossen sich ihnen an. Kurz darauf desertierten die meisten Männer der Truppe. Bei der Ankunft in der Gegend von Tandjoeng ließ Michielsen den anderen die Wahl, ihm zu folgen oder zu den Familien zurückzukehren. Er blieb in der Folge mit fünf Männern und zwei Erkrankten zurück. Nachdem die Gruppe später erfahren hatte, dass ganz Niederländisch-Ostindien kapituliert hatte, stellten sie sich den Japanern in Tandjoeng.
Nach der Zerstörung des Flugfeldes Dajoe zog sich Leutnant W. M. J. van der Poel nach Boentok zurück. Von dort forderte er per Funk weitere Befehle beim Hauptquartier an, erhielt aber keine Antwort. Als die Bevölkerung berichtete, dass sich ein japanischer Zug Boentok näherte – übrigens ein falscher Bericht –, desertierten die indigenen Soldaten und die Feldpolizei. Van der Poel blieb mit nur fünf Männern zurück. Er kam in Puruktjaoe an und stellte sich nach einigen Umwegen am 14. März den Japanern in Banjarmasin.
Halkema befahl seinen Mitarbeitern und den in Banjarmasin anwesenden Truppen, sich an der Mündung des Barito einzufinden, wo er das Kommando an seinen Nachfolger übergeben wollte. Das Flugzeug mit diesem Nachfolger landete aber nicht, da in Banjarmasin bereits Brände tobten, so dass angenommen wurde, dass die Japaner bereits dort waren. Ein  Funkkontakt war nicht möglich. Daher flog die Maschine zurück nach Java. Halkema bestieg  dann an der Mündung des Barito ein Schiff, das den Rest seines Stabes und einige seiner Truppen beförderte. An Bord erhielt er von Bandung den Befehl, zum Flugplatz Kotawaringin zu verlegen. Bei seiner Ankunft wurde ihm mitgeteilt, dass seine Truppen (er hatte nur noch fünfundsiebzig Männer) an der Verteidigung des Flugplatzes teilnehmen sollten. Alle, die dazu physisch nicht in der Lage waren, würden jedoch ausgeflogen. Im KNIL-Hauptquartier in Bandung wurde gesagt, dass Halkema kein klares Kommando über seine Truppen gegeben hätte. Ein Flugzeug holte ihn und seine Stabsoffiziere ab und er wurde in Java darüber informiert, dass er vor das Oberste Militärgericht gestellt werden würde.
Die KNIL-Abteilung versammelte sich mit der Stadtwache und einer Reihe von Zivilisten im Delta des Barito. Jedoch waren auch hier viele einheimische Soldaten desertiert. So wurde beschlossen mit einem kleinen Küstenmotorschiff die Javasee zu durchqueren. Nach sechs Tagen kam das Schiff mit 81 Menschen, darunter 20 Frauen, auf Madura an.
Nach der Gesamtkapitulation der KNIL am 9. März auf Java kam auch Gouverneur Haga in japanische Gefangenschaft. Neben Halkema und seinen Stabsoffizieren sowie der Gruppe an Bord des Küstenmotorboots konnten auch andere aus Südost-Borneo entkommen. Einige Regierungsbeamte flohen mit ihren Familien von Prahu nach Java. Ein zweites, größeres Kanu war auf einer Insel in der Javasee gestrandet, von wo aus die Insassen mit einem Flugzeug abgeholt wurden.

## Nach der Schlacht
Nach offiziellen Angaben beklagten die Japaner nur 9 Soldaten als Opfer, die getötet wurden, bzw. an einer Krankheit verstorben waren. Mindestens 80 % der Männer hatten sich mit Malaria infiziert. Die Verluste und die Anzahl der Kriegsgefangenen auf niederländischer Seite sind unbekannt.

### Kriegsgefangene
Im Januar, Februar und April 1943 wurden die Kriegsgefangenen von Banjarmasin nach Balikpapan verbracht. Die Kriegsgefangenen, etwa 400 bis 500 Männer, die dort in verschiedenen Lagern untergebracht waren, wurden dann im Februar 1945 nach Banjarmasin zurück verlegt.
Zivile Gefangene wurden in Banjarmasin interniert. Wegen des Verdachts einer antijapanischen Verschwörung wurden von August bis September 1943 mehrere Dutzend männliche Internierte aus dem Lager verbannt. Die verbliebenen 54 Männer und Jungen wurden im Januar 1945 nach Kandangan ins Landesinnere verlegt. Das Frauenlager mit 117 Personen wurde Im Februar 1945 ebenfalls nach Kandangan verlegt. Auch dort wurden drei Internierungslager eingerichtet: ein Männerlager, ein Frauenlager und ein Missionslager mit Menschen aus der Basler Mission, die sich alle auf dem Gelände eines KNIL-Lagers befanden.

### Der Haga-Fall
Die Japaner glaubten 1943, dass es in Banjarmasin eine groß angelegte antijapanische Verschwörung gab. Im Zusammenhang mit diesem sogenannten Haga-Fall verhafteten die Japaner zwischen Mai und September Hunderte von Menschen in und außerhalb der Lager. Darunter war auch der Gouverneur von Süd- und Ostborneo, Dr. B. J. Haga, der im Männerlager in Banjarmasin einsaß. Er starb in der Folge an einem Herzinfarkt im Gefängnis.  Am 20. Dezember 1943 wurden 25 verurteilte Männer am Flughafen Banjarmasin enthauptet. Mehr als 200 Menschen, ob verurteilt oder nicht, starben aufgrund des Haga-Falls.

### Verurteilung von Halkema
Nach Kriegsende wurde Oberstleutnant F. H. Halkema vom Obersten Militärgericht in einer Erklärung vom 30. September 1948 zu einem Jahr Gefängnis verurteilt, weil er einen Ort, der unter seinem persönlichen Schutz stand, eigenmächtig verlassen hatte (Artikel 84 WvMS). Normalerweise wird diese Straftat mit Tod, lebenslanger Haft oder einer vorübergehenden Haftstrafe von bis zu 20 Jahren bestraft. Halkemas relativ leichte Strafe wurde nach einem Gnadengesuch durch Regierungsverordnung Nr. 16 vom 23. Februar 1949 in eine dreimonatige Strafe umgewandelt.